# MATCHY★BEST
『MATCHY★BEST ～The Best of Masahiko Kondo～』（マッチ・ベスト～ザ・ベスト・オブ・マサヒコ・コンドウ～）は近藤真彦の5枚目のベスト・アルバム。2006年2月8日に発売された。発売元はソニー・ミュージックレコーズ。

## 概要
1曲目～10曲目は、1980年～1996年に発売されたシングルから選曲されている（トリビュート・アルバム『Matchy Tribute』と同曲・同順）。
11曲目～17曲目は近藤による選曲。歌詞ブックレットに、自身のコメントが掲載されている。
「情熱☆熱風☽せれなーで」は、実歌唱部分「狂ったぜ」の箇所を、歌詞カードでは「狂ったよ」と記載されている。
翌2007年、本作の続編『MATCHY★BEST II』がリリースされた。

## 収録曲
1. ケジメなさい（4:03）
2. 情熱☆熱風☽せれなーで（3:38）
3. 夕焼けの歌（5:08）
4. ブルージーンズメモリー（3:18）
  - 主演映画『ブルージーンズ メモリー』（1981年7月11日公開、東宝。監督：河崎義祐）主題歌。
5. アンダルシアに憧れて（5:26）
6. ミッドナイト・シャッフル（4:44）
  - 日本テレビ系ドラマ『銀狼怪奇ファイル』（主演：堂本光一）主題歌
  - 第47回NHK紅白歌合戦 歌唱曲。
7. スニーカーぶる〜す（3:54）
8. 愚か者（4:31）
  - 第29回日本レコード大賞大賞受賞曲
  - 第38回NHK紅白歌合戦 歌唱曲
9. ハイティーン・ブギ（3:33）
  - 主演映画『ハイティーン・ブギ』（1982年8月7日公開、東宝。監督：舛田利雄、原作：牧野和子）主題歌
10. ギンギラギンにさりげなく（3:51）
  - 第23回日本レコード大賞最優秀新人賞受賞曲
  - 第32回NHK紅白歌合戦・第66回NHK紅白歌合戦 歌唱曲
11. 哀しきハイスクール（3:41）
  - アルバム『Thank 愛 You』（1981.3.5）より
12. 五月雨Good-bye（4:18）
  - アルバム『Rising』（1983.4.1）より
13. 青春（3:28）
  - 第37回NHK紅白歌合戦 歌唱曲
14. イヴの告白（5:18）
  - アルバム『DREAM』（1986.12.12）より
15. 夏のエアメール（5:39）
  - アルバム『夏のエアメール』（1989.7.19）より
16. うそのない言葉（5:04）
  - アルバム『うそのない言葉 〜THE TRUTH〜』（1990.11.10）より
17. 少年のこころ（4:51）